# Córrego Água da Marilena
Der Córrego Água da Marilena ist ein etwa 15 km langer linker Nebenfluss des Rio Paranapanema im Nordwesten des brasilianischen Bundesstaats Paraná.

## Etymologie
Der Bach erhielt ebenso wie das gleichnamige Munizip seinen Namen zu Ehren der Ehefrau eines der Geschäftsführer der Landerschließungsunternehmen. Aus Maria Helena Volpato wurde der Name Marilena gebildet.

## Geografie

### Lage
Das Einzugsgebiet des Córrego Água da Marilena befindet sich auf dem Terceiro Planalto Paranaense (Dritte oder Guarapuava-Hochebene von Paraná).

### Verlauf
Sein Quellgebiet liegt im Südosten des Stadtgebiets von Marilena nahe der Grenze zu Nova Londrina auf 369 m Meereshöhe an der PR-569.
Der Fluss verläuft in einem weiten Bogen zunächst nach Norden und nimmt bis zu seiner Mündung eine nordwestliche Richtung ein. Er mündet auf 238 m Höhe von links in den Rio Paranapanema als dessen letzter Zufluss vor seiner Mündung in den Rio Paraná. Er ist etwa 15 km lang.

### Munizipien im Einzugsgebiet
Der Córrego Água da Marilena verläuft vollständig innerhalb des Munizips Marilena.